# Premi Benois de la Danse
El Premi Benois de la Danse va ser fundat per l'Associació Internacional de Dansa a Moscou el 1991. Considerats els òscars de la dansa, té lloc anualment al voltant del 29 d'abril i és atorgat per un jurat els membres del qual són escollits entre els més competents en el camp del ballet mundial.
Unes estatuetes coronen els èxits dels guanyadors en cada disciplina: ballarina, ballarí, coreògraf, compositor i director artístic. Alhora un premi en metàl·lic reconeix un o més esdeveniments excepcionals d'interès per a la dansa i/o la coreografia que hagin tingut lloc durant l'any anterior a la concessió del premi.

## Història
Els Benois de la danse es van crear a Moscou i van obtenir el patrocini de la UNESCO a la tardor de 1992. La seva programació a finals d'abril coincideix amb el naixement de l'artista rus Alexandr Benois (1870-1960), que dona nom al premi.
El disseny de l'estatueta va ser confiat a l'escultor francès Igor Ustinov, fill de l'actor Peter Ustinov i besnebot d'Alexandre Benois.

## Members del jurat
- Alessandra Ferri
- Alexander Grant
- Altynai Asylmuratova
- Claude Bessy
- Brigitte Lefèvre
- Carla Fracci
- Davide Bombana
- Frank Anderson
- Galina Ulanova
- Helgi Tomasson
- Irina Kolpakova
- John Neumeier
- John Taras
- Karen Kain
- Laurent Hilaire
- Loipa Araújo
- Nadia Nerina
- Patrice Bart
- Peter Schaufuss
- Rudi van Dantzig
- Rudolph Nureyev
- Sofia Golovkina
- Yuri Grigorovich
- Yvette Chauviré
- Vladimir Malakhov

## Relació de premiats

### Compositors
- George Kouroupos (1996)  Grècia
- Michel Legrand (2012)  França
- Joby Talbot (2015)  Regne Unit
- Ilya Demutsky (2018)  Rússia

### Directors artístics
- Olivier Debré (1998)  França
- Jaffar Chalabi (2000)  Àustria
- Jurgen Rose (2002)  Alemanya
- Carlos Gallardo (2007)  Argentina
- John Macfarlane (2015)  Estats Units
- Ren Dongsheng (2016)  República Popular de la Xina
- Kirill Serebrennikov (2018)  Rússia

### Premi "Benois-Moscow Massine-Positano"
- Ana Laguna (2015)  Suècia
- Edward Watson (2015)  Regne Unit
- Ekaterina Krysanova (2016)  Rússia
- Maria Kochetkova (2018)  Estats Units

### Pel seu patrocini
- Alexandre Riabko (2016)  Alemanya

### Premi trajectòria
| Nom                           | Any  | País          | Companyia                                                      | Formació                                                                  |
| ----------------------------- | ---- | ------------- | -------------------------------------------------------------- | ------------------------------------------------------------------------- |
| Alicia Alonso                 | 2000 | Cuba          | Ballet Nacional de Cuba New York City Ballet                   | Sociedad Pro-Arte Musical                                                 |
| Rudi van Dantzig              | 2002 | Països Baixos | Het Nationale Ballet                                           | Anna Sybranda, Sonia Gaskell                                              |
| William Forsythe Estats Units | 2002 | Alemanya      | Ballet de Stuttgart                                            | Joffrey Ballet School                                                     |
| Mikhaïl Baríxnikov Letònia    | 2003 | Estats Units  | American Ballet Theatre Ballet Mariïnski                       | Acadèmia Vagànova de Ballet                                               |
| Maurice Béjart                | 2003 | França        | Béjart Ballet Lausanne                                         | École de danse de l'Opéra national de Paris                               |
| Marina Semenova               | 2003 | Rússia        | Ballet Bolshoi Ballet Mariïnski                                | Acadèmia Vagànova de Ballet                                               |
| Trisha Brown                  | 2005 | Estats Units  | Trisha Brown Dance Company                                     | Mills College                                                             |
| Hans van Manen                | 2005 | Països Baixos | Ballet Nacional de Holanda                                     | Sonia Gaskell, Françoise Adret                                            |
| Mats Ek                       | 2006 | Suècia        | Cullberg Ballet                                                |                                                                           |
| Laurent Hilaire               | 2007 | França        | Ballet de l'Òpera Nacional de París                            | École de danse de l'Opéra national de Paris                               |
| Fernando Alonso               | 2008 | Cuba          | Ballet Nacional de Cuba New York City Ballet                   |                                                                           |
| Peter Farmer                  | 2010 | Regne Unit    |                                                                |                                                                           |
| Ohad Naharin                  | 2010 | Israel        | Companyia de Dansa Batsheva                                    | Companyia de Dansa Batsheva, Juilliard School & School of American Ballet |
| Toer van Schayk               | 2011 | Països Baixos | Ballet Nacional de Holanda                                     | Irail Gadescov, Sonia Gaskell                                             |
| Pierre Lacotte                | 2012 | França        | Ballet de l'Òpera Nacional de París                            | École de danse de l'Opéra national de Paris                               |
| John Neumeier Estats Units    | 2013 | Alemanya      | Ballet d'Hamburg Balletto di Francoforte & Ballet de Stuttgart | Vera Volkova, Royal Ballet School                                         |
| Brigitte Lefèvre              | 2014 | França        | Ballet de l'Òpera Nacional de París                            | École de danse de l'Opéra national de Paris                               |
| Sylvie Guillem França         | 2015 | Regne Unit    | The Royal Ballet                                               | École de danse de l'Opéra national de Paris                               |
| John Neumeier Estats Units    | 2016 | Alemanya      | Ballet d'Hamburg                                               | Vera Volkova, Royal Ballet School                                         |
| Edward Watson                 | 2016 | Regne Unit    | The Royal Ballet                                               | Royal Ballet School                                                       |
| Marcia Haydée                 | 2017 | Brasil        | Ballet de Santiago                                             | Royal Ballet School, Grand Ballet du Marquis de Cuevas (Monaco)           |
| Natalija Makarova             | 2018 | Rússia        | Ballet Mariïnski                                               | Acadèmia Vagànova de Ballet                                               |
| Jiří Kylián                   | 2019 | Txèquia       |                                                                |                                                                           |

### Ballarines
| Nom                         | Any  | País            | Companyia                                                            | Formació                                                                            |
| --------------------------- | ---- | --------------- | -------------------------------------------------------------------- | ----------------------------------------------------------------------------------- |
| Nadežda Gračeva             | 1992 | Rússia          | Ballet Bolshoi                                                       | Kazakh Ballet School, Academia estatal de coreografía de Moscú                      |
| Isabelle Guérin             | 1993 | França          | Ballet de l'Òpera Nacional de París                                  | École de danse de l'Opéra national de Paris                                         |
| Sylvie Guillem França       | 1994 | Regne Unit      | Royal Ballet                                                         | École de danse de l'Opéra national de Paris                                         |
| Galina Stepanenko           | 1995 | Rússia          | Ballet Bolshoi                                                       | Ballet Bolshoi                                                                      |
| Dominique Khalfouni         | 1995 | França          | Ballet National de Marseille Ballet de l'Òpera Nacional de París     | École de danse de l'Opéra national de Paris                                         |
| Diana Višnëva               | 1996 | Rússia          | Ballet Mariïnski                                                     |                                                                                     |
| Yulia Makhalina             | 1998 | Rússia          | Ballet Mariïnski                                                     | Acadèmia Vagànova de Ballet                                                         |
| Uliana Lopatkina            | 1997 | Rússia          | Ballet Mariïnski                                                     | Acadèmia Vagànova de Ballet                                                         |
| Marie-Claude Pietragalla    | 1998 | França          | Ballet de l'Òpera Nacional de París                                  | École de danse de l'Opéra national de Paris                                         |
| Élisabeth Platel            | 1999 | França          | Ballet de l'Òpera Nacional de París                                  | École de danse de l'Opéra national de Paris                                         |
| Sue Jin Kang Corea del Sud  | 1999 | Alemanya        | Ballet de Stuttgart                                                  | Académie de Danse Classique in Monte Carlo                                          |
| Julie Kent                  | 2000 | Estats Units    | American Ballet Theatre                                              | Academy of the Maryland Youth Ballet, School of American Ballet                     |
| Alessandra Ferri            | 2000 | Itàlia          | Ballet del Teatre de La Scala Royal Ballet & American Ballet Theatre | Escola de Ballet del Teatre de La Scala                                             |
| Aurélie Dupont              | 2002 | França          | Ballet de l'Òpera Nacional de París                                  | École de danse de l'Opéra national de Paris                                         |
| Anastasija Voločkova        | 2002 | Rússia          | Ballet Mariïnski                                                     | Acadèmia Vagànova de Ballet                                                         |
| Lucía Lacarra Espanya       | 2003 | Alemanya        | Bayerisches Staatsballett                                            | Escuela de Danza Víctor Ullate                                                      |
| Alina Cojocaru Romania      | 2004 | Regne Unit      | Royal Ballet                                                         | Ópera Nacional d'Ucrania                                                            |
| Svetlana Zakhàrova Ucraïna  | 2005 | Rússia          | Ballet Mariïnski                                                     | Acadèmia Vagànova de Ballet                                                         |
| Marie-Agnès Gillot          | 2005 | França          | Ballet de l'Òpera Nacional de París                                  | Ballet de l'Òpera Nacional de París                                                 |
| Ekaterina Kondaurova        | 2006 | Rússia          | Ballet Mariïnski                                                     | Acadèmia Vagànova de Ballet                                                         |
| Kim Joo-won                 | 2006 | Corea del Sud   | Korea National Ballet                                                | Ballet Bolshoi                                                                      |
| Agnès Letestu               | 2007 | França          | Ballet de l'Òpera Nacional de París                                  | École de danse de l'Opéra national de Paris                                         |
| Svetlana Lun'kina           | 2007 | Rússia          | Ballet Bolshoi                                                       | Ballet Bolshoi                                                                      |
| Tamara Rojo Espanya         | 2008 | Regne Unit      | Royal Ballet Teatro San Carlo                                        | Madrid Royal Conservatory of Dance                                                  |
| Silvia Azzoni Itàlia        | 2008 | Alemanya        | Ballet d'Hamburg                                                     | Baletna Skola, Escola del Ballet d'Hamburg                                          |
| Natalia Osipova             | 2009 | Rússia          | Ballet Bolshoi                                                       | Ballet Bolshoi                                                                      |
| Kirsty Martin               | 2009 | Austràlia       | Australian Ballet                                                    | Australian Ballet School                                                            |
| Hélène Bouchet França       | 2010 | Alemanya        | Ballet d'Hamburg                                                     | École supérieure de danse de Cannes Rosella Hightower, Ballet National de Marseille |
| Bernice Coppieters Bèlgica  | 2011 | Mònaco          | Ballets de Monte-Carlo                                               | Royal Ballet of Flanders, Juilliard School                                          |
| Zhu Yan                     | 2011 | R.P. de la Xina | Ballet Nacional de Xina                                              | Acadèmia de dansa de Beijing                                                        |
| Alina Cojocaru Romania      | 2012 | Regne Unit      | Royal Ballet Ballet d'Hamburg                                        | Ópera Nacional d'Ucrania                                                            |
| Olga Smirnova               | 2013 | Rússia          | Ballet Bolshoi                                                       | Acadèmia Vagànova de Ballet                                                         |
| Polina Semionova Rússia     | 2014 | Estats Units    | American Ballet Theatre                                              | Ballet Bolshoi                                                                      |
| Mariko Kida Japó            | 2014 | Suècia          | Ballet Reial de Suècia                                               | San Francisco Ballet School                                                         |
| Svetlana Zakhàrova Ucraïna  | 2015 | Rússia          | Ballet Bolshoi                                                       | Acadèmia Vagànova de Ballet                                                         |
| Alicia Amatriain Espanya    | 2016 | Alemanya        | Ballet de Sttutgart                                                  | John Cranko School                                                                  |
| Hannah O'Neill Nova Zelanda | 2016 | França          | Ballet de l'Òpera Nacional de París                                  | Australian Ballet School                                                            |
| Ludmila Pagliero Argentina  | 2017 | França          | Ballet de l'Òpera Nacional de París                                  | Instituto Superior de Arte of Teatro Colón                                          |
| María Noel Riccetto         | 2017 | Uruguai         | Ballet Nacional Sodre                                                | Escola de Ballet Nacional d'Uruguai                                                 |
| Sae Eun Park Corea del Sud  | 2018 | França          | Ballet de l'Òpera Nacional de París                                  | Ballet Nacional de Corea                                                            |
| Elisa Carrillo Cabrera      | 2019 | Mèxic           | Staatsballett Berlin                                                 | Instituto Nacional de Bellas Artes y Literatura                                     |
| Ashley Bouder               | 2019 | Estats Units    | New York City Ballet                                                 | School of American Ballet                                                           |
| No atorgat                  | 2020 |                 |                                                                      |                                                                                     |
| Amandine Albisson           | 2021 | França          | Ballet de l'Òpera Nacional de París                                  | École de danse de l'Opéra national de Paris                                         |
| Ekaterina Kr'īsanova        | 2021 | Rússia          | Ballet Bolshoi                                                       | Academia estatal de coreografía de Moscú                                            |
| No atorgat                  | 2022 |                 |                                                                      |                                                                                     |
| Misun Kang                  | 2023 | Corea del Sud   | Universal Ballet, South Korea                                        |                                                                                     |
| Qiu Yunting                 | 2023 | R.P. de la Xina | National Ballet of China                                             |                                                                                     |
| Olesya Novikova             | 2024 | Rússia          |                                                                      | Acadèmia Vagànova de Ballet                                                         |

### Ballarins
| Nom                        | Any  | País            | Companyia                                                                        | Formació                                                                  |
| -------------------------- | ---- | --------------- | -------------------------------------------------------------------------------- | ------------------------------------------------------------------------- |
| Julio Bocca                | 1992 | Argentina       | Ballet Argentino                                                                 | Instituto Superior de Arte del Teatro Colón                               |
| Alexander Kølpin           | 1992 | Dinamarca       | Ballet Reial Danés                                                               | Escola del Ballet Reial Danès                                             |
| Andrej Uvarov              | 1993 | Rússia          | Ballet Bolshoi                                                                   | Ballet Bolshoi                                                            |
| Sergei Filin               | 1994 | Rússia          | Ballet Bolshoi                                                                   | Ballet Bolshoi                                                            |
| Nicolas Le Riche           | 1995 | França          | Ballet de l'Òpera Nacional de París                                              | Ballet de l'Òpera Nacional de París                                       |
| Irek Muchamedov Rússia     | 1996 | Regne Unit      | The Royal Ballet                                                                 | Ballet Bolshoi                                                            |
| Vladimir Derevianko Rússia | 1996 | Alemanya        | Sächsischen Staatsoper Dresden                                                   | Ballet Bolshoi                                                            |
| Gregor Seyffert            | 1997 | Alemanya        | Komische Oper Berlin                                                             | Ballet de l'Opéra de Berlin                                               |
| Faruch Ruzimatov           | 1997 | Rússia          | Ballet Mariïnski                                                                 | Acadèmia Vagànova de Ballet                                               |
| Manuel Legris              | 1998 | França          | Ballet de l'Òpera Nacional de París                                              | Ballet de l'Òpera Nacional de París                                       |
| Vladimir Malakhov Ucraïna  | 1998 | Alemanya        | Ballet de Stuttgart                                                              | Ballet Bolshoi                                                            |
| Nikolay Tsiskaridze        | 1999 | Rússia          | Ballet Bolshoi                                                                   | Ballet Bolshoi                                                            |
| Jean-Guillaume Bart        | 2000 | França          | Ballet de l'Òpera Nacional de París                                              | Ballet de l'Òpera Nacional de París                                       |
| Ángel Corella Espanya      | 2000 | Estats Units    | American Ballet Theatre                                                          | Escola de Dansa Victor Ullate                                             |
| Jeffrey Gerodias           | 2002 | Estats Units    | Alvin Ailey American Dance Theater                                               | Boston Conservatory, Alvin Ailey American Dance Theater                   |
| Jiří Bubeníček Txèquia     | 2002 | Alemanya        | Ballet d'Hamburg                                                                 | Conservatori de Praga                                                     |
| Lukáš Slavický Txèquia     | 2003 | Alemanya        | Ballet Estatal de Baviera                                                        | Conservatori de Praga                                                     |
| Laurent Hilaire            | 2004 | França          | Ballet de l'Òpera Nacional de París                                              | Ballet de l'Òpera Nacional de París                                       |
| Lloyd Riggins Estats Units | 2004 | Alemanya        | Ballet d'Hamburg                                                                 | Orlando Southern Ballet School                                            |
| Mathieu Ganio              | 2005 | França          | Ballet de l'Òpera Nacional de París                                              | Ballet de l'Òpera Nacional de París                                       |
| Di Wang                    | 2006 | R.P. de la Xina | Guangzhou Dance Company Nagoya International Ballet and Modern Dance Competition | Revolutionary Army of China Art College                                   |
| Leonid Sarafanov           | 2006 | Rússia          | Ballet Mariïnski Balletto dell'Opera di Stato di Vienna                          | Ballet Nacional d'Ucraina                                                 |
| Hervé Moreau               | 2007 | França          | Ballet de l'Òpera Nacional de París                                              | Ballet de l'Òpera Nacional de París                                       |
| Marcelo Gomes Brasil       | 2008 | Estats Units    | American Ballet Theatre                                                          | Helena Lobato and Dalal Aschcar Ballet Schools                            |
| Carlos Acosta Cuba         | 2008 | Regne Unit      | The Royal Ballet Ballet Bolshoi                                                  | Escola Nacional de Ballet (Cuba)                                          |
| Ivan Vasiliev              | 2009 | Rússia          | Ballet Bolshoi                                                                   | Teatre nacional d'òpera i de ballet de Minsk                              |
| Joaquín De Luz Espanya     | 2009 | Estats Units    | New York City Ballet                                                             | Escola de Dansa Victor Ullate                                             |
| David Hallberg             | 2010 | Estats Units    | American Ballet Theatre                                                          | Ballet Arizona School                                                     |
| Thiago Bordin Brasil       | 2010 | Alemanya        | Ballet d'Hamburg                                                                 | Mannheim Academy of Dance                                                 |
| Fernando Romero            | 2011 | Espanya         | Teatro Lope de Vega (Sevilla)                                                    | Manolo Marín Dance School (Academia de Bailie de Monolo Marin)            |
| Rolando Sarabia Cuba       | 2011 | Estats Units    | Miami City Ballet                                                                | Escola Nacional de Ballet (Cuba)                                          |
| Semën Čudin                | 2011 | Rússia          | Teatre acadèmic musical de Moscou                                                | Teatre Acadèmic Estatal d'Ópera i Ballet de Novosibirsk                   |
| Mathias Heymann            | 2012 | França          | Ballet de l'Òpera Nacional de París                                              | Ballet de l'Òpera Nacional de París                                       |
| Carsten Jung               | 2012 | Alemanya        | Ballet d'Hamburg                                                                 | Palucca University of Dance Dresden, Escola de Dansa del Ballet d'Hamburg |
| Alban Lendorf              | 2013 | Dinamarca       | Ballet Reial de Dinamarca                                                        | Escola del Ballet Reial de Dansa de Dinamarca                             |
| Vadim Muntagirov Rússia    | 2013 | Regne Unit      | English National Ballet                                                          | Perm State Choreographic College, Royal Ballet School                     |
| Herman Cornejo Argentina   | 2014 | Estats Units    | American Ballet Theatre                                                          | Instituto Superior de Arte del Teatro Colón                               |
| Edward Watson              | 2015 | Regne Unit      | The Royal Ballet                                                                 | Royal Ballet School                                                       |
| Kimin Kim Corea del Sud    | 2016 | Rússia          | Ballet Mariïnski                                                                 | Universitat Nacional d'Artes de Corea                                     |
| Hugo Marchand              | 2017 | França          | Ballet de l'Òpera Nacional de París                                              | Ballet de l'Òpera Nacional de París                                       |
| Denis Rodkin               | 2017 | Rússia          | Ballet Bolshoi                                                                   | Moscow State Academic Dance Theatre of Dance Gzhel                        |
| Isaac Hernández Mèxic      | 2018 | Regne Unit      | English National Ballet                                                          | The Rock School for Dance Education                                       |
| Vladislav Lantratov        | 2018 | Rússia          | Ballet Bolshoi                                                                   | Ballet Bolshoi                                                            |
| Vadim Muntagirov Rússia    | 2019 | Regne Unit      | The Royal Ballet                                                                 | Perm Ballet School, Royal Ballet School                                   |
| No atorgat                 | 2020 |                 |                                                                                  |                                                                           |
| Jesus Carmona              | 2021 | Espanya         | Freelance                                                                        | Institut de Teatre                                                        |
| No atorgat                 | 2022 |                 |                                                                                  |                                                                           |
| Hugo Marchand              | 2023 | França          | Ballet de l'Òpera Nacional de París                                              | Ballet de l'Òpera Nacional de París                                       |
| Gergő Ármin Balázsi        | 2024 | Hongria         | Magyar Nemzeti Balett,                                                           |                                                                           |
| Artemy Belyakov            | 2024 | Rússia          | Ballet Bolshoi                                                                   |                                                                           |

### Coreògrafs
| Nom                                 | Any  | País          | Companyia                                                                | Formació |
| ----------------------------------- | ---- | ------------- | ------------------------------------------------------------------------ | --- |
| John Neumeier Estats Units          | 1992 | Alemanya      | Ballet d'Hamburg                                                         | Vera Volkova, Royal Ballet School                                                                                              |
| Jiří Kylián Txèquia                 | 1993 | Països Baixos | Nederlands Dans Theater                                                  | Prague Dance Conservatory, Royal Ballet School                                                                                 |
| Roland Petit                        | 1994 | França        | Ballet National de Marseille Staatsoper Unter den Linden                 | École de danse de l'Opéra national de Paris                                                                                    |
| Angelin Preljocaj                   | 1995 | França        | Ballet Preljocaj Ballet de l'Òpera Nacional de París                     | Schola Cantorum |
| Valentin Elizariev                  | 1996 | Belarús       | Teatre nacional d'òpera i de ballet de Minsk                             | Acadèmia Vagànova de Ballet |
| Carolyn Carlson Estats Units        | 1998 | França        | Atelier de Paris-Carolyn Carlso Ballet de l'Òpera Nacional de París      | San Francisco Ballet School |
| Davide Bombana                      | 1998 | Itàlia        | Maggio Danza Company Bayerisches Staatsballett                           | La Scala Theatre Ballet School                                                                                                 |
| Jiří Kylián Txèquia                 | 1999 | Països Baixos | Nederlands Dans Theatre                                                  | Prague Dance Conservatory, Royal Ballet School                                                                                 |
| Nacho Duato                         | 2000 | Espanya       | Compañía Nacional de Danza                                               | Rambert School, Maurice Béjart’s Mudra School, Alvin Ailey American Dance Theater                                              |
| Angelin Preljocaj                   | 2002 | França        | Ballet Bolshoi                                                           | Centre chorégraphique national, Schola Cantorum                                                                                |
| David Dawson                        | 2003 | Regne Unit    | Ballet Nacional de Holanda                                               | Royal Ballet School |
| Édouard Lock                        | 2003 | Canadà        | La La La Human Steps Ballet de l'Òpera Nacional de París                 | |
| Paul Lightfoot & Sol León           | 2004 | Països Baixos | Nederlands Dans Theatre                                                  | |
| Aleksej Ratmanskij                  | 2005 | Rússia        | Ballet Bolshoi Ballet Reial Danès                                        | Ballet Bolshoi |
| Boris Eifman                        | 2006 | Rússia        | Boris Eifman Ballet St Petersburg Ballet Theatre                         | Conservatori de Sant Petersburg                                                                                                |
| Martin Schläpfer Suïssa             | 2007 | Alemanya      | Ballet Mainz                                                             | Royal Ballet School |
| Jean-Christophe Maillot França      | 2008 | Mònaco        | Ballets de Monte-Carlo                                                   | École supérieure de danse de Cannes Rosella Hightower                                                                          |
| Wayne McGregor                      | 2009 | Regne Unit    | Royal Ballet                                                             | Escola José Limón |
| José Carlos Martínez Espanya        | 2009 | França        | Ballet de l'Òpera Nacional de París                                      | École supérieure de danse de Cannes Rosella Hightower, Ballet de l'Òpera Nacional de París                                     |
| Sidi Larbi Cherkaoui e Damien Jalet | 2011 | Bèlgica       | Eastman Company                                                          | Performing Arts Research and Training Studios Institut national supérieur des arts du spectacle et des techniques de diffusion |
| Jorma Elo Finlàndia                 | 2011 | Estats Units  | Boston Ballet Ballet Estatal de Viena, Teatre acadèmic musical de Moscou | Ballet nacional de Finlàndia, Acadèmia Vagànova de Ballet                                                                      |
| Lar Lubovitch                       | 2012 | Estats Units  | Lar Lubovitch Dance Company                                              | Juilliard School |
| Hans van Manen                      | 2013 | Països Baixos | Ballet Nacional d'Holanda                                                | Sonia Gaskell, Françoise Adret                                                                                                 |
| Christopher Wheeldon                | 2013 | Regne Unit    | Royal Ballet                                                             | Royal Ballet School |
| John Neumeier Estats Units          | 2013 | Alemanya      | Ballet d'Hamburg                                                         | Vera Volkova, Royal Ballet School                                                                                              |
| Aleksej Ratmanskij Rússia           | 2014 | Estats Units  | American Ballet Theatre                                                  | Ballet Bolshoi |
| Christopher Wheeldon                | 2015 | Regne Unit    | Royal Ballet                                                             | Royal Ballet School |
| Inger Johan Suècia                  | 2016 | Alemanya      | Nederlands Dans Theater                                                  | Ballet Reial de Suècia & Canada's National Ballet School                                                                       |
| Yuri Possokhov                      | 2016 | Rússia        | Ballet Bolshoi                                                           | Ballet Bolshoi |
| Crystal Pite                        | 2017 | Canadà        | Kidd Pivot Ballet de l'Òpera Nacional de París                           | The School of Toronto Dance Theatre                                                                                            |
| Deborah Colker                      | 2018 | Brasil        | Deborah Colker Company                                                   | |
| Yuri Possokhov                      | 2018 | Rússia        | Ballet Bolshoi                                                           | Ballet Bolshoi |
| Christian Spuck                     | 2019 | Alemanya      | Ballet de Stuttgart                                                      | John Cranko School |
| Fredrik Rydman                      | 2019 | Suècia        | Bounce Streetdance Company                                               | |
| No atorgat                          | 2020 |               |                                                                          | |
| Yuri Possokhov                      | 2021 | Rússia        | Ballet Bolshoi                                                           | Ballet Bolshoi |
| No atorgat                          | 2022 |               |                                                                          | |
| Viacheslav Samodurov                | 2023 | Rússia        | Ekaterinburg Opera and Ballet Theatre                                    | Acadèmia Vagànova de Ballet |
| Marco Goecke                        | 2024 | Alemanya      |                                                                          | Ballet de la Fondation Heinz-Bosl, Conservatori Reial de l'Haia                                                                |

## Guardonats espanyols
Els artistes espanyols guardonats amb aquest premi han estat per categories: Coreògrafs: Nacho Duato (2000), José Carlos Martinez (2009); Ballarins: Angel Corella (2000), Joaquín de Luz (2009), Fernando Romero (2011), Jesús Carmona (2021); Ballarines: Lucia Lacarra (2003), Tamara Rojo (2008), Alicia Amatrain (2016).